# بوجيدار يوفيتش
بوجيدار يوفيتش (بالكرواتية: Božidar Jović)‏ مواليد 13 فبراير 1972 في بانيا لوكا، جمهورية يوغوسلافيا الاشتراكية الاتحادية، هو لاعب كرة يد كرواتي سابق. مثل منتخب كرواتيا لكرة اليد في 100 مباراة. شارك في دورة الألعاب الأولمبية الصيفية سنة 1996.

## الإنجازات
- كأس أوروبا لكرة اليد (1): 1991
- بطولة يوغوسلافيا لكرة اليد
  - الفوز (1): 1990-91
- الدوري الكرواتي لكرة اليد
  - الفوز (9): 1991-92، 1992–93، 1993–94، 1994–95، 1995–96، 1996–97، 1997–98، 1998–99، 1999-00
  - الفوز (9): 1992، 1993، 1994، 1995، 1996، 1997، 1998، 1999، 2000
- دوري أبطال أوروبا لكرة اليد
  - الفوز (2): 1991-92، 1992–93
  - الوصافة (4): 1994-95، 1996–97، 1997–98، 1998-99
- كأس السوبر الأوروبية
  - الفوز (1): 1993
- الدوري المجري لكرة اليد
  - الفوز (3): 2000-01، 2001-2002، 2002-2003
  - الفوز (2): 2002، 2003

## روابط خارجية
- بوجيدار يوفيتش على موقع الاتحاد الأوروبي لكرة اليد (الإنجليزية)
- بوجيدار يوفيتش على موقع اللجنة الأولمبية الدولية (الإنجليزية)
- بوجيدار يوفيتش على موقع أوليمبيديا (الإنجليزية)
- بوجيدار يوفيتش على موقع اللجنة الأولمبية الكرواتية (مؤرشف) (الكرواتية)